# Savlundlav
Savlundlav (Bacidia incompta) är en lavart som först beskrevs av Borrer ex Hook., och fick sitt nu gällande namn av Anzi. Savlundlav ingår i släktet Bacidia och familjen Ramalinaceae.  Arten är reproducerande i Sverige. Inga underarter finns listade i Catalogue of Life.